# Шайтанка (приток Мокрых Ялов)
Шайтанка — река на Украине, протекает по территории Волновахского и Великоновосёлковского районов Донецкой области. Правый приток реки Мокрые Ялы. Длина реки 51 км. Площадь водосборного бассейна 467 км². Уклон 2,3 м/км.
Долина балочного типа, шириной 2 км. Пойма двусторонняя, шириной до 200 метров. Русло слабовыраженное, шириной до 5 метров. Используется для орошения. После весеннего паводка русло превращается в цепь пойменных озёр.
Исток находится у села Валерьяновка. течёт в северо-западном направлении по открытой местности через населённые пункты Новоандреевка, Кирилловка, Новомайорское, Новодонецкий. Впадает в Мокрые Ялы справа на расстоянии 41 км от устья в посёлке Великая Новосёлка.
30 марта 2022 года российские войска форсировали Шайтанку и прорвали оборону украинцев по направлению к Великой Новосёлке.